# Amazon Identity and Access Management
Amazon Identity and Access Management (IAM) — частина Amazon Web Services що дозволяє керувати доступом до ресурсів AWS.
Одразу після реєстрації, користувач AWS отримує аккаунт який називається кореневим (англ. root user), який має повний доступ до всіх ресурсів. Проте, використовувати цей аккаунт згідно принципу найменших привілеїв не рекомендується. Натомість варто створити кілька IAM користувачів з необхідними правами, і намагатись використовувати лише їх, а доступ до кореневого аккаунту надійно закрити.

## Зноски
1. 1 2  What Is IAM? - AWS Documentation